# 渤公岛
31°32′35″N 120°13′41″E / 31.54312°N 120.22799°E

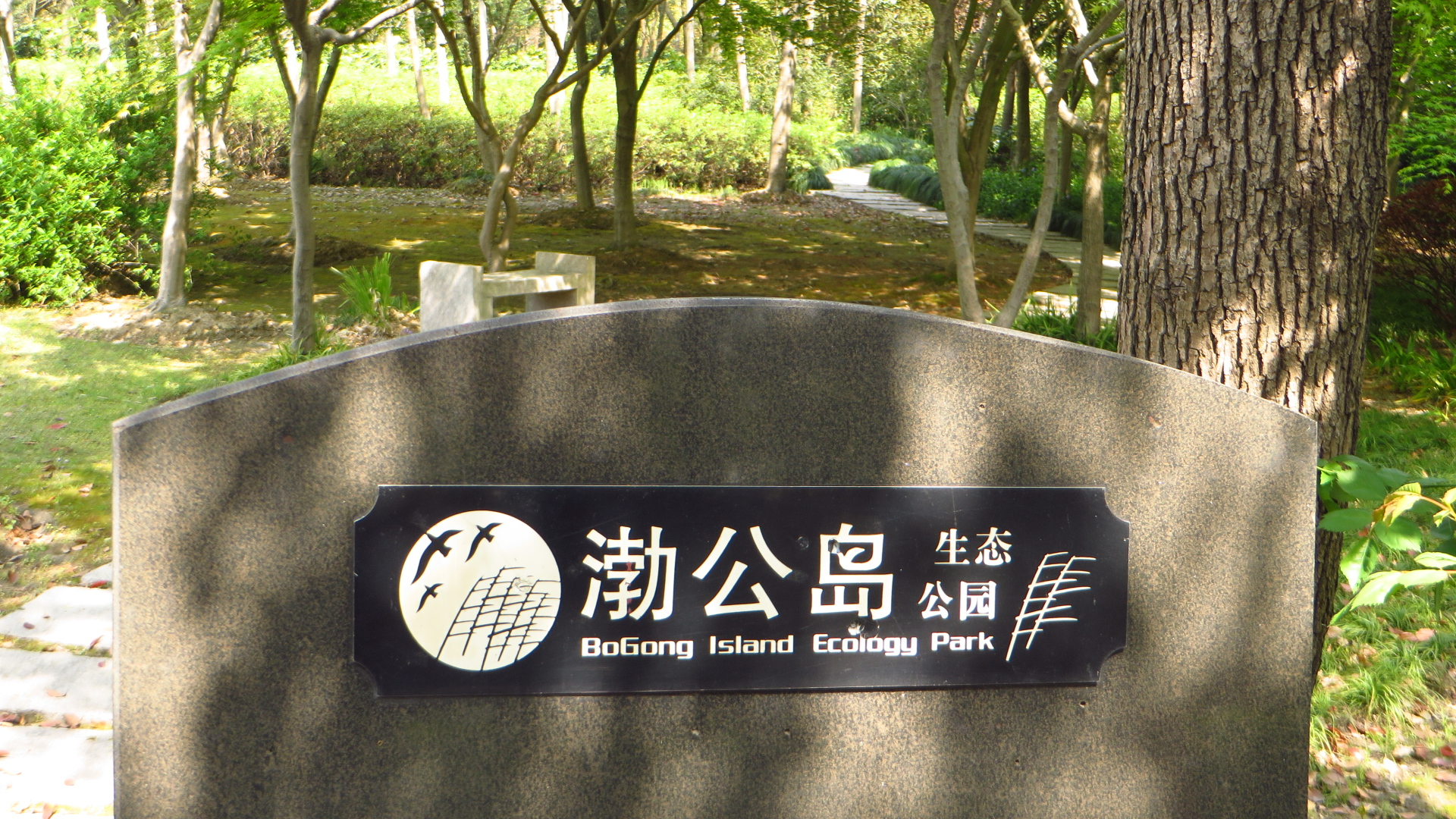
渤公岛

渤公岛位于江苏省无锡市西南部的滨湖区，也是蠡湖沿岸36公里环湖观光带中第2座建成的、也是规模最大的一座生态公园，向游客免费开放。
此处原来是一条长1700米的堤坝（犊山大坝），扼蠡湖西部汇入太湖的出口，南端过犊山桥就是深入两湖之间的无锡最著名的风景区——鼋头渚公园，在渤公岛各处都可清晰地望见鹿顶山；北端过渤公桥接梁湖路，过大渲桥可达无锡另一处著名景区——梅园。堤上建有包括四座节制闸的梅梁湖泵站，是太湖、蠡湖和梁溪河的多向调水工程。堤内自1950年代后陆续开辟了3000多亩鱼塘。 
2004年，无锡市结合退渔还湖工程，在原犊山大坝东侧开始围筑总面积37公顷的这座生态公园，到2006年5月1日建成开放。

## 名称由来
渤公岛得名于汉代无锡地区的治水先贤张渤，传说他变成一头“猪婆龙”，吞掉了在蠡湖兴风作浪的水怪，用嘴巴拱开了“犊山门”，使蠡湖和太湖流水畅通，从此无锡成为富饶的江南鱼米之乡。因此无锡民间有在农历二月初八用白煮的狗肉代替水怪祭祀张渤的习俗。这天常常寒潮降临，“二月初八，张大帝吃冻狗肉”，就成为无锡地区特有的气象谚语。

## 风景特色
渤公岛生态公园内广植花草林木，植物种类达上百种，沿湖木栈道贯通全岛，将香菱湾、荷花港、芦苇荡、三友小筑等景点串联起来，配以芙蓉亭、曲荷堂、清莲桥、掬月轩等古朴的建筑，可以近观湖水，远望青山，风光旖旎。

## 交通
- 72路（金城桥－梅园）。
- 53路（新生路－梅园）。
- 62路（麦德龙－梅园）：经过西蠡湖沿岸的卧石醉波、渤公岛生态公园等景区。
- 87路（无锡火车站－鼋头渚公园犊山大门）：穿过渤公岛西侧。
- 36路 ：穿过渤公岛西侧。